# Kapelle (Vorderkehr)
Die Kapelle Vorderkehr ist eine Kapelle im Ortsteil Vorderkehr der oberbayerischen Gemeinde Bad Kohlgrub. Das Bauwerk ist als Baudenkmal in die Bayerische Denkmalliste eingetragen.

## Beschreibung
Die Kapelle liegt in der Ortsmitte an der Durchgangsstraße vor dem Bauernhof Nr. 142. Der rechteckige Bau ist etwa 5 × 5 Meter groß, hat in seinen Seitenwänden je ein Fenster und an seiner Rückseite einen Dreiachtelschluss. Sie ist ungefähr in Nord-Süd-Richtung ausgerichtet und trägt ein Satteldach. Nahe der ungefähr nach Norden zeigenden Eingangsseite sitzt auf dem First ein mit Schindeln verkleideter Dachreiter mit einem Spitzhelm. 